# Tabouda

Situation des villes romaines en Afrique du Nord

Tabouda également orthographié Tahouda ou Thouda est une colonie romaine dans la province de Maurétanie césarienne. Ville clé des empires romain, byzantin et vandale, elle est identifiable aux ruines de pierre de l'oasis adjacente au village de Sidi Okba, en Algérie.

## Évêché
Le diocèse de Tabouda (Tabudensis) est un ancien diocèse de l'église catholique de la province romaine de Numidie. Il est restauré comme siège titulaire en 1933,.

### Évêques connus
- Laurent Tétrault, (nommé le 13 novembre 1947 - mort le 14 mars 1951)
- Teodor Bensch (nommé le 26 avril 1951 - 1er décembre 1956)
- Antonio Añoveros Ataún † (nommé le 25 août 1952 - 2 avril 1964)
- Teodor Bensch † (évêque ordonné le 21 septembre 1954 - 1er décembre 1956)
- James Louis Flaherty † (nommé le 8 août 1966 - 9 août 1975)
- Giovanni Innocenzo Martinelli, O.F.M. † (3 mai 1985 - 31 décembre 2019)
- Elias Richard G. Lorenzo, O.S.B. (depuis le 27 février 2020)